# 23. maj
23. maj je 143. dan leta (144. v prestopnih letih) v gregorijanskem koledarju. Ostaja še 222 dni.

## Dogodki
- 1060 – Filip I. je, star 7 let, kronan za francoskega kralja
- 1430 – Burgundci ujamejo Jeanne d'Arc (Ivano Orléansko) in jo prodajo Angležem
- 1533 – razveljavljena poroka med Henrikom VIII. in Katarino Aragonsko
- 1541 – Jacques Cartier se iz mesta Saint-Malo odpravi na svojo tretjo pot
- 1618 – z drugo praško defenestracijo se prične tridesetletna vojna
- 1915 – Italija se pridruži antanti in napove vojno Avstro-Ogrski
- 1918: 
  - Nemci pričnejo obstreljevati Pariz
  - V Radgoni se uprejo slovenski vojaki 97. pešpolka.
- 1945:
  - zavezniki razpustijo Dönitzevo vlado in aretirajo njene člane
  - Heinrich Himmler v zavezniškem ujetništvu naredi samomor
  - Winston Churchill odstopi z mesta predsednika vlade Združenega kraljestva
- 1949 – ustanovljena Zvezna republika Nemčija
- 1951 – LR Kitajska si priključi Tibet
- 1958 – prvi ameriški satelit Explorer I neha pošiljati podatke
- 1960 – izraelski predsednik vlade David Ben-Gurion razglasi zajetje Adolfa Eichmanna
- 1988 – KP Madžarske izreče nezaupnico generalnemu sekretarju Jánosu Kádárju
- 1995 – uradno razglašen programski jezik Java
- 2000 – osvobojen zloglasni libanonski zapor Khiam
- 2003 – nepalski šerpa Pemba Dordžie z 12 urami in 45 minutami postavi nov rekord v vzponu na Mount Everest
- 2024 – V Rogaški Slatini so odprli razgledni stolp Kristal, ob izgradnji najvišjo stavbo v Sloveniji.

## Rojstva
- 1052 – Filip I., francoski kralj († 1108)
- 1100 – Čindzong, cesar dinastije Song († 1161)
- 1127 – Uidžong, 18. korejski kralj dinastije Gorjeo († 1173)
- 1707 – Carolus Linnaeus - Carl von Linné, švedski naravoslovec († 1778)
- 1718 – William Hunter, škotski zdravnik († 1783)
- 1734 – Franz Anton Mesmer, nemški zdravnik († 1815)
- 1741 – Andrea Luchesi, italijanski skladatelj in organist († 1801)
- 1790 – Jules Dumont d'Urville, francoski kontraadmiral, raziskovalec († 1842)
- 1848 – Otto Lilienthal, nemški inženir († 1896)
- 1862 – David George Goharth, angleški diplomat, arheolog († 1927)
- 1883 – Franc Talanji, slovenski pisatelj, pesnik, novinar, madžarizator, kasneje komunistični partizan in član NOB-a († 1959)
- 1887 – Albert Thoralf Skolem, norveški matematik, logik, filozof († 1963)
- 1891 – Pär Lagerkvist, švedski pisatelj, pesnik, dramatik, nobelovec 1951 († 1974)
- 1900 – Hans Frank, nemški nacistični uradnik († 1946)
- 1908 – John Bardeen, ameriški fizik, nobelovec 1956, 1972 († 1991)
- 1910 – sir Hugh Maxwell Casson, angleški arhitekt († 1999)
- 1917 – Edward Norton Lorenz, ameriški matematik in meteorolog († 2008)
- 1921 – James Blish - William Atheling Jr., ameriški pisatelj, kritik († 1975)
- 1925 – Joshua Lederberg, ameriški mikrobiolog, genetik, nobelovec 1958 († 2008)
- 1928 – Rosemary Clooney, ameriška pevka († 2002)
- 1944 – John Newcombe, avstralski tenisač
- 1950 – Martin McGuinness, nekdanji terorist, vodja Irske republikanske armade, politik in mirovnik († 2017)
- 1951 – Anatolij Karpov, ruski šahist
- 1960 – Irena Varga, slovenska igralka
- 1972 – 
  - Rubens Barrichello, brazilski avtomobilistični dirkač
  - Patrik Greblo, slovenski dirigent, skladatelj in aranžer zabavne glasbe
- 1978 – Janez Benko, slovenski klarinetist
- 1991 – Lena Meyer-Landrut, nemška pevka
- 1996 – Katharina Schmid, nemška smučarska skakalka

## Smrti
- 1125 – Henrik V., rimsko-nemški cesar (* 1086)
- 1144 – Petronila Holandska, grofica, regentinja (* 1082)
- 1251 – Bertold Meranski, oglejski patriarh (* 1180)
- 1304 – Jehan de Lescurel, francoski pesnik, skladatelj
- 1333 – Hodžo Takatoki, zadnji japonski regent Šogunata Kamakura (* 1303)
- 1370 – Togon Timur, mongolski veliki kan, kitajski cesar (* 1320)
- 1423 – protipapež Benedikt XIII.  (* 1328)
- 1498 – Girolamo Savonarola, italijanski pridigar (* 1452)
- 1552 – Sebastian Münster, nemški kartograf, kozmograf (* 1488)
- 1627 – Luis de Góngora y Argote, španski pesnik (* 1561)
- 1691 – Adrien Auzout, francoski astronom, fizik (* 1622)
- 1701 – William Kidd, škotski pirat (* 1645)
- 1836 – Edward Livingston, ameriški pravnik, državnik (* 1764)
- 1841 – Franz Xaver von Baader, nemški teolog, filozof (* 1765)
- 1855 – Charles Robert Malden, britanski raziskovalec (* 1797)
- 1874 – Jurij Fleišman, (tudi Flajšman), slovenski skladatelj (* 1818)
- 1886 – Leopold von Ranke, nemški zgodovinar (* 1795)
- 1906 – Henrik Johan Ibsen, norveški dramatik (* 1828)
- 1915 – Pierre-Émile Martin, francoski inženir (* 1824)
- 1920 – Svetozar Borojević von Bojna, avstro-ogrski maršal (* 1856)
- 1937 – 
  - Ivan Prijatelj, slovenski književni zgodovinar, prevajalec (* 1875)
  - John Davison Rockefeller, ameriški podjetnik (* 1839)
- 1941 – Slavko Osterc, slovenski skladatelj (* 1895)
- 1945 –
  - Heinrich Himmler, nacistični uradnik (* 1900)
  - Hans-Georg von Friedeburg, nemški admiral (* 1895)
- 1960 – Georges Claude, francoski kemik, inženir (* 1870)
- 1992 – Giovanni Falcone, italijanski sodnik (* 1939)
- 2017 – Roger Moore, britanski igralec, (* 1927)